# Hrastovac (Garešnica)
Hrastovac est un village de la municipalité de Garešnica (Comitat de Bjelovar-Bilogora) en Croatie. Au recensement de 2001, le village comptait 539 habitants.